# Colin McRae Rally 2.0
Colin McRae Rally 2.0 (стилизовано под colin | mcrae | rally | 2.0) — видеоигра в жанре автосимулятор, разработанная и изданная Codemasters для PlayStation, Windows и Game Boy Advance. Является второй по счету игрой в серии Colin McRae Rally. Она была выпущена в Соединённых Штатах Америки 5 декабря 2000 года для PlayStation и 14 февраля 2001 года для Windows, в то время как в Европе релиз игры состоялся 15 декабря 2000 года и 15 января 2001 года для PlayStation и Windows соответственно. Игра не была выпущена в Японии.
Игра выглядит и ощущается иначе по сравнению с первой частью, в ней представлена улучшенная детальная графика, более реалистичное управление автомобилем, а также более доступная настройка машин. Помимо этого игра выделяется уникальным визуальным стилем, что особенно заметно в главном меню, которое имеет минималистичный внешний вид. Игра имеет режим карьеры и многопользовательскую игру на 8 игроков. Некоторые функции из прошлой части не были перенесены в эту, среди них была возможность играть за реальных пилотов, режим автошколы, пропали ралли Новой Зеландии и Индонезии.
Версия Colin McRae Rally 2.0 для ПК отличается от консольной значительно улучшенной графикой.

## Описание
Это вторая игра серии Colin McRae Rally, в ней представлены настоящие машины и ралли сезона 2000 Мирового чемпионата по ралли. В игре есть три уровня сложности: Новичок, Любитель и Эксперт — так они были названы в переводе Буки. Как и в первой игре, в Colin McRae Rally 2.0 у игрока есть возможность участвовать в различных раллийных гонках по всему миру, и пилотировать представленные в игре машины сезона 2000, такие как Ford Focus RS WRC и Subaru Impreza GC.
В игре представлено 8 стран, в которых будут происходить соревнования: Финляндия, Швеция, Франция (на острове Корсика), Греция, Австралия, Кения, Италия и Великобритания. Изначально доступен только один этап. Для того, чтобы открыть доступ к остальным, нужно проходить игру. То же самое касается и автомобилей, изначально игроку доступно всего 6 машин, однако после побед в этапах их число будет увеличиваться.
Среди новых возможностей в игре появился Аркадный режим, где нужно было состязаться с соперниками в соревновании наподобие ралли-кросса, улучшенная графика с более детализированными по сравнению с первой частью моделями автомобилей и их салоном, чистое и минималистичное меню игры, схожие версии которого будут использоваться в серии вплоть до релиза DiRT 2 в 2009 году. Ники Грист, будучи штурманом Колина Макрея в те годы, вновь поучаствовал в разработке игры, озвучив внутриигрового штурмана. Грист озвучивал все части серии до Colin McRae: DiRT, вышедшей в 2007 году. Его голос не появлялся в прочих играх серии вплоть до 2017 года, когда состоялся релиз DiRT 4, а он не только снова озвучил одного из штурманов, но и стал голосом игры.
Игрок может сохранять свой собственный прогресс в игре с помощью профиля, что позволяет ему хранить и отслеживать информацию о его лучших результатах, времени прохождения этапов, разблокированных автомобилей, призов и всей его деятельности.

## Режимы игры
- Аркадные режимы
  - Time Trial (На время)
  - Single Race (Одиночная гонка)
  - Championship (Соревнование)
- Rally (Раллийные режимы)
  - Championship (Соревнование)
  - Single Rally (Одиночная гонка)
  - Single Stage (Одиночный этап)
  - Time Trial (На время)
  - Challenge (Дуэль)
- Network (Сеть)

## Автомобили
- Ford Focus
- Mitsubishi Lancer
- Toyota Corolla
- Subaru Impreza
- Peugeot 206
- Seat Cordoba
- Lancia Delta Integrale Evo II
- Ford Sierra Cosworth
- Mini Cooper S
- MG Metro 6R4
- Lancia Stratos
- Peugeot 205 Turbo
- Ford Racing Puma
- Ford Escort MK1

## Оценки и мнения
| Сводный рейтинг       | Сводный рейтинг | Сводный рейтинг | Сводный рейтинг |
| Издание               | Оценка          | Оценка          | Оценка          |
| Издание               | GBA             | PC              | PS              |
| --------------------- | --------------- | --------------- | --------------- |
| GameRankings          | 82,50 %         | 86,56 %         | 88,82 %         |
| Metacritic            |                 | 83/100          | 90/100          |
| MobyRank              |                 | 85/100          | 87/100          |
| Иноязычные издания    |                 |                 |                 |
| Издание               | Оценка          | Оценка          | Оценка          |
| Издание               | GBA             | PC              | PS              |
| Eurogamer             |                 | 9/10            |                 |
| GameSpot              |                 | 8,5/10          | 6,9/10          |
| GameZone              |                 | 9/10            |                 |
| IGN                   |                 | 8,9/10          | 9,4/10          |
| Русскоязычные издания |                 |                 |                 |
| Издание               | Оценка          | Оценка          | Оценка          |
| Издание               | GBA             | PC              | PS              |
| Absolute Games        |                 | 90 %            |                 |

Colin McRae Rally 2.0 получила «Золотую» награду за продажи от Ассоциации издателей программного обеспечения для развлечений и отдыха (ELSPA), что отражало как минимум 200,000 проданных копий в одной только Великобритании.
Colin McRae Rally 2.0 получила позитивные отзывы. На сайтах-агрегаторах GameRankings и Metacritic версия игры для PlayStation имеет рейтинги 88,82 % (основано на 25 отзывах) и 90 баллов из 100 (основано на 13 отзывах) соответственно, а версия для Microsoft Windows получила рейтинги 86,56 % (основано на 18 отзывах) и 83 балла из 100 (основано на 14 отзывах). Версия игры для Game Boy Advance получила рейтинги 82,50 % (12 рецензий) и 80 баллов из 100 (8 рецензий).
Журнал PC Gamer хвалил игру за её графику, физику, модель повреждений и большое количество геймплейных опций. Однако они раскритиковали короткие раллийные этапы, высокую сложность и недоступность многих спецучастков и автомобилей до выполнения определённых целей.